# Dezső Legány
Dezső Legány (* 19. Januar 1916 in Szombathely; † 28. Mai 2006 in Budapest) war ein ungarischer Komponist, Pianist und  Musikwissenschaftler.

## Leben
Sein Vater unterrichtete am Evangelischen Gymnasium Oberschützen (damaliger ungarischer Name Felsőlövő). Legány verbrachte seine Kindheit im heutigen Burgenland. Nach dem Ersten Weltkrieg zog die Familie nach Ungarn. Er studierte Rechtswissenschaften an der Universität Pécs, Komposition bei János Viski an der Franz-Liszt-Musikakademie und Musikwissenschaften an der Ungarischen Akademie der Wissenschaften. Er promovierte 1981 in Musikwissenschaften.
Von 1951 bis 1958 war er Assistenzprofessor an der Franz-Liszt-Musikakademie. Er unterstützte 1956 den Ungarischen Volksaufstand, weswegen ihn die Regierung von der Musikhochschule an das Konservatorium als Lehrer versetzte. Von 1958 bis 1973 lehrte er am Béla-Bartók-Konservatorium in Budapest. Von 1973 bis 1983 leitete er dann den Fachbereich für Musik an der Ungarischen Akademie der Wissenschaften.
Er war Vorstandsmitglied der American Liszt Society und Ehrenmitglied des  International Liszt Centres in Stockholm. Dezső Legány schrieb u. a. Bücher über Henry Purcell, Franz Liszt, Ferenc Erkel und Zoltán Kodály. Außerdem erstellte er die Chronik der ungarischen Musikgeschichte (1962).

## Werke
- Erkel Ferenc művei és korabeli történetük. Zeneműkiadó, Budapest 1975, ISBN 963-330-061-4.
- Purcell. 2. Auflage, Gondolat, Budapest 1981, ISBN 963-280-870-3.
- Kodály Zoltán levelei [Briefe von Zoltán Kodály]. Zenemûkiadó, Budapest 1982, ISBN 963-330-448-2.
- Franz Liszt – Unbekannte Presse und Briefe aus Wien 1822–1886. Böhlau, Wien 1984, ISBN 3-205-00543-0. (=	Wiener musikwissenschaftliche Beiträge 13)

## Auszeichnungen
- 1982: Great Art Fund Prize der American Liszt Society
- 1984/86: Preisträger der Cziffra-Stiftung
- 1988: Erkel-Preis